# 414 Light Street (Baltimore)
414 Light Street es un edificio ubicado en Light Street en el distrito de Inner Harbor de Baltimore, la ciudad más poblada del estado Maryland (Estados Unidos). Consta de una estructura de acero y vidrio de 44 pisos y 152,4 metros de altura. Fue terminado en 2018.

## Historia

### Demolición de la fábrica McCormick
Ubicado en la intersección de las calles Light y Conway en el Downtown Baltimore, 414 Light Street fue construido en el sitio original de McCormick & Company. El complejo industrial de 1921 fue un buen recuerdo de muchos habitantes de Baltimore por los aromas especiados que llegaban a las calles de abajo. El edificio McCormick fue demolido en 1988 después de que la empresa abandonara la ciudad hacia Hunt Valley. La demolición de la fábrica original fue resuelta por los conservacionistas, pero The Rouse Company, desarrolladores de Columbia y Harborplace, ganó en la Corte de Apelaciones de Maryland. Los planes de The Rouse Company para una estructura de reemplazo nunca se materializaron, dejando la propiedad como un estacionamiento vacío.

### Construcción del 414 Light
Después de 25 años como estacionamiento, la construcción comenzó en 414 Light Street en 2014. Diseñado por el arquitecto de Chicago Solomon Cordwell Buenz, el edificio tiene un estilo contemporáneo. El proyecto se destaca por ser el edificio de apartamentos más alto de Baltimore y el tercer rascacielos más alto después del Bank of America Building de 1929. La construcción terminó a finales de 2018.

## Inquilinos
El edificio alberga 394 apartamentos y locales comerciales en la planta baja. Los apartamentos se consideran de lujo y su precio mínimo es de desde 1800 dólares el metro cuadrado. Los alquileres de áticos a más de 8000 dólares al mes por unidad.